# Canfranc
Canfranc is een gemeente in de Spaanse provincie Huesca in de regio Aragón met een oppervlakte van 72 km², gelegen op een hoogte van 1040 m. Canfranc circa telt 543 inwoners (1 januari 2016).

## Oorspronkelijke dorp
De naam Canfranc is afgeleid van Campus Franci, letterlijk het gebied van buitenlanders. Het is gesticht tussen 1080-1090 door Sancho Ramírez, koning van Aragón. In Canfranc was een commandopost, bedoeld om de grenzen te beschermen en belastingen te innen voor de kathedraal van Jaca. Het was oorspronkelijk een kleine handelsplaats en overnachtingsplaats voor pelgrims.
In het dorp liggen een Romaanse brug en twee kerken van enig belang: de Nuestra Señora de la Asunción (12e tot 16e eeuw) en la Trinidad (16e eeuw). De stad werd vernietigd door een brand in 1617 en opnieuw in 1944, waarna de dorpelingen voor het grootste deel verhuisden naar de nabijgelegen woonkern bij het station (Canfranc Estación).

## Het station
In de gemeente Canfranc bevindt zich station Canfranc, gelegen aan de vroeger belangrijke internationale spoorverbinding tussen Frankrijk en Spanje. Tegenwoordig is het een Spaans eindstation, waar nog slechts twee keer per dag een trein stopt vanuit Zaragoza en waarvandaan de verbinding met Frankrijk door bussen wordt verzorgd. Het gebouw is een van de grootste stationsgebouwen van Europa.
De woonkern rond het station ontleent zijn bestaansrecht aan dit station, dat samen met de spoorlijn door de Pyreneeën op 18 juli 1928 werd geopend. Het treinstation ligt op het hoogste punt van het dorp. De opening van het enorme station en de spoorlijn met zeer vele en lange tunnels vormde het sluitstuk van jarenlange discussies en werkzaamheden die de verbinding tussen Zaragoza en Pau moesten verbeteren.
Met name in de jaren 1920 was het station belangrijk, in het bijzonder voor goederentransport.
In de Tweede Wereldoorlog diende het als vluchtroute voor Joden en nazigoud en later voor nazi's zelf.
In de jaren zestig werden scènes uit Doctor Zhivago er opgenomen.
Het station heeft sterk aan belang ingeboet na een treinongeluk in 1970 waarbij een brug instortte en de verbinding met Frankrijk geblokkeerd raakte.
Tot in de jaren tachtig was het nog in gebruik als hotel en als uitvalsbasis van de douane maar sinds de jaren negentig lag het er verlaten en vervallen bij.

## Mogelijke heropening traject Pau-Zaragossa
Er is geregeld gesproken over de heropening van de internationale treinverbinding Pau-Zaragossa. Een deel van de spoorlijn aan Franse zijde is in 2016 is heropend, tussen Pau en Bedous. In 2022 zijn weer een aantal concrete stappen gezet en zijn afspraken gemaakt over de beheersstructuur en opties voor financiering.
Abiego · Abizanda · Adahuesca · Agüero · Aínsa-Sobrarbe · Aísa · Albalate de Cinca · Albalatillo · Albelda · Albero Alto · Albero Bajo · Alberuela de Tubo · Alcalá de Gurrea · Alcalá del Obispo · Alcampell · Alcolea de Cinca · Alcubierre · Alerre · Alfántega · Almudévar · Almunia de San Juan · Almuniente · Alquézar · Altorricón · Angüés · Ansó · Antillón · Aragüés del Puerto · Arén · Argavieso · Arguis · Ayerbe · Azanuy-Alins · Azara · Azlor · Baélls · Bailo · Baldellou · Ballobar · Banastás · Barbastro · Barbués · Barbuñales · Bárcabo · Belver de Cinca · Benabarre · Benasque · Beranuy · Berbegal · Bielsa · Bierge · Biescas · Binaced · Binéfar · Bisaurri · Biscarrués · Blecua y Torres · Boltaña · Bonansa · Borau · Broto · Caldearenas · Campo · Camporrélls · Canal de Berdún · Candasnos · Canfranc · Capdesaso · Capella · Casbas de Huesca · Castejón de Monegros · Castejón de Sos · Castejón del Puente · Castelflorite · Castiello de Jaca · Castigaleu · Castillazuelo · Castillonroy · Chalamera · Chía · Chimillas · Colungo · Esplús · Estada · Estadilla · Estopiñán del Castillo · Fago · Fanlo · Fiscal · Fonz · Foradada del Toscar · Fraga · La Fueva · Gistaín · El Grado · Grañén · Graus · Gurrea de Gállego · Hoz de Jaca · Hoz y Costean · Huerto · Huesca · Ibieca · Igriés · Ilche · Isábena · Jaca · Jasa · Labuerda · Laluenga · Lalueza · Lanaja · Laperdiguera · Lascellas-Ponzano · Lascuarre · Laspaúles · Laspuña · Loarre · Loporzano · Loscorrales · Lupiñén-Ortilla · Monesma y Cajigar · Monflorite-Lascasas · Montanuy · Monzón · Naval · Novales · Nueno · Olvena · Ontiñena · Osso de Cinca · Palo · Panticosa · Peñalba · Las Peñas de Riglos · Peralta de Alcofea · Peralta de Calasanz · Peraltilla · Perarrúa · Pertusa · Piracés · Plan · Poleñino · Pozán de Vero · La Puebla de Castro · Puente de Montañana · Puente la Reina de Jaca · Puértolas · El Pueyo de Araguás · Pueyo de Santa Cruz · Quicena · Robres · Sabiñánigo · Sahún · Salas Altas · Salas Bajas · Salillas · Sallent de Gállego · San Esteban de Litera · San Juan de Plan · San Miguel del Cinca · Sangarrén · Santa Cilia · Santa Cruz de la Serós · Santa María de Dulcis · Santaliestra y San Quílez · Sariñena · Secastilla · Seira · Sena · Senés de Alcubierre · Sesa · Sesué · Siétamo · Sopeira · La Sotonera · Tamarite de Litera · Tardienta · Tella-Sin · Tierz · Tolva · Torla-Ordesa · Torralba de Aragón · Torre la Ribera · Torrente de Cinca · Torres de Alcanadre · Torres de Barbués · Tramaced · Valfarta · Valle de Bardají · Valle de Hecho · Valle de Lierp · Velilla de Cinca · Vencillón · Viacamp y Litera · Vicién · Villanova · Villanúa · Villanueva de Sigena · Yebra de Basa · Yésero · Zaidín